# Тімо Шульц
Тімо Шульц (нім. Timo Schultz; нар. 26 серпня 1977) — колишній німецький футболіст. По завершенні ігрової кар'єри — тренер.

## Кар'єра тренера
У 2024 році очолював тренерський штаб клубу німецької Бундесліги «Кельн».